# Parafia Chrystusa Króla w Zgierzu
Parafia Chrystusa Króla w Zgierzu – rzymskokatolicka parafia  w dekanacie zgierskim, archidiecezji łódzkiej
Została erygowana 30 stycznia 1974 roku przez biskupa Józefa Rozwadowskiego.

## Historia
Budowę obecnego kościoła parafialnego rozpoczęto w 1906 r., a zakończono w 1907 r. jako dom modlitwy dla mariawitów zgierskiej parafii Matki Boskiej Nieustającej Pomocy i służył im przez 40 lat. Po zakończeniu II wojny światowej został przejęty przez katolików. Od 1947 r. pełnił funkcję kościoła garnizonowego. Od 1949 r. stał się kościołem filialnym parafii MB Dobrej Rady w Zgierzu. W 1968 r. przy kościele został zorganizowany rektorat z wydzielonym terenem do pracy duszpasterskiej. Od 1974 r. kościół parafialny. Były proboszcz, ks. Tadeusz Jędrzejak, został mianowany 28 sierpnia 2001 roku.

## Grupy parafialne
Żywa Róża, Wspólnota Neokatechumenalna, oaza, schola dziecięca „Terezjanki”.

## Proboszczowie
- ks. Eugeniusz Kirzewski (1969–1988)
- ks. Andrzej Głowa (1989–2001)
- ks. Jerzy Kowalczyk (1988–1989)
- ks. Tadeusz Jędrzejak (2001–2009)
- ks. kan. Krzysztof Kołodziejczyk (2009–2020)
- ks. Wojciech Jędrzejczyk (od 2020)